# Pia Degermark
Pia Charlotte Caminneci Degermark (Bromma, 24 agosto 1949) è un'attrice svedese.

## Biografia
Divenne famosa in giovane età quando interpretò il ruolo della protagonista nel film Elvira Madigan (1967), per il quale ottenne il premio come miglior attrice al Festival di Cannes. Ai Golden Globe 1968 fu candidata al Golden Globe per la migliore attrice debuttante per la medesima interpretazione. Ebbe un momento di notorietà al di fuori dell'ambiente cinematografico per la sua discussa amicizia con il principe ereditario svedese Carlo Gustavo (si parlò di una liason amorosa fra i due).
Nella sua breve carriera Degermark ha recitato in vari film fra cui uno tratto da un romanzo di John le Carré - Lo specchio delle spie (1969) - ed uno prodotto dal marito, il produttore tedesco Pier Caminneci, erede della famiglia Siemens, sposato nel 1971 e da cui ebbe un figlio, Cesare, nato l'anno successivo. I due divorziarono due anni dopo, nel 1973, e Degermark si trasferì per alcuni anni negli Stati Uniti. Fece ritorno in Svezia nel 1979, sofferente di una forma di anoressia nervosa e, assieme al suo nuovo compagno, gestì un centro conferenze. Quando anche questa la relazione terminò, si trasferì di nuovo negli Stati Uniti per lavorare nel mondo del cinema ma qui divenne dipendente dalle anfetamine; questo e altri problemi la indussero ad abbandonare la carriera di attrice e a ritornare in Svezia alla fine degli anni '80 ove svolse attività di volontariato in gruppi femminili di sostegno  per la cura dell'anoressia. Nel 1991 fu condannata a 14 mesi di carcere per aggressione ad un pubblico ufficiale, frode - riuscì a prelevare danaro dal conto corrente bancario del padre e fu denunciata dalla nuova moglie di quest'ultimo - e reati legati agli stupefacenti.  In quel periodo Degermark conobbe Janne, un pregiudicato tossicodipendente e ne rimase incinta. Il suo secondo figlio, Robbin, nacque nel 1993 e al parto assistettero suo figlio Cesare e sua madre. Degermark e il suo nuovo compagno finirono in prigione e i servizi sociali svedesi tolsero Robbin alla madre e lo diedero in custodia ad una famiglia affidataria. Successivamente l'attrice si recò all'ospedale di Helsingborg per visitare il bambino, lo prese in braccio, si inerpicò fuori da una finestra e scappò a Helsingør, ove trascorse tre mesi prima di costituirsi e di riconsegnare il piccolo alle autorità

## Filmografia

### Cinema
- Elvira Madigan, regia di Bo Widerberg (1967)
- Lo specchio delle spie (The Looking Glass War), regia di Frank Pierson (1969)
- Una breve stagione, regia di Renato Castellani (1969)
- Mezzo litro di rosso per il conte Dracula (Gebissen wird nur nacht), regia di Freddie Francis (1971)

### Televisione
- Die Buschspringer - serie TV (1976)

## Doppiatrici italiane
Nelle versioni in italiano delle opere in cui ha recitato, Pia Degermark è stata doppiata da:
- Maria Pia Di Meo in Elvira Madigan